# Bistum Xianxian
Das Bistum Xianxian (lateinisch Dioecesis Scienscienensis) ist ein römisch-katholisches Bistum mit Sitz in Xianxian in der Volksrepublik China.

## Geschichte
Xian war Sitz der Katholischen Mission der Jesuiten (S.J.), die später auch sämtliche Bischöfe stellten. 
Papst Pius IX. gründete das Apostolische Vikariat Südostzhili am 30. Mai 1856 aus Gebietsabtretungen des Apostolischen Vikariats Nordzhili oder Peking. Am 3. Dezember 1924 nahm es den Namen Apostolisches Vikariat Sienhsien an.
Teile seines Territoriums verlor es zugunsten der Errichtung folgender Apostolischer Präfekturen:
- 24. Mai 1929 an die Apostolische Präfektur Yongnian;
- 11. März 1935 an die Apostolische Präfektur Daming;
- 24. April 1939 an die Apostolische Präfektur Kinghsien.

Mit der Apostolischen Konstitution Quotidie Nos wurde es am 11. April 1946 zum Bistum erhoben. Die chinesische Regierung gab ihm den Namen Bistum Cangzhou. Im Jahr 2006 feierte die Diözese den 150. Jahrestag ihrer Gründung. Im Jahr 2005 hatte es 75.000 Katholiken, 206 Kirchen und Kapellen und fast 100 Priester. 

## Ordinarien

### Apostolische Vikare von Südostzhili
- Adrien-Hyppolyte Languillat S.J.  (30. Mai 1856-9. September 1864, dann Apostolischer Vikar von Kiangnan)
- Edouard-Auguste Dubar SJ (6. September 1864-1. Juli 1878)
- Henri-Joseph Bulté CM (23. März 1880-14. Oktober 1900)
- Henri Maquet SJ (20. Juli 1901-23. Dezember 1919)
- Henri Lécroart SJ (23. Dezember 1919-3. Dezember 1924)

### Apostolische Vikare von Sienhsien
- Henri Lécroart SJ (3. Dezember 1924-2. Dezember 1936)
- Francis Xavier Zhao Zhen-sheng SJ (2. Dezember 1937-11. April 1946)

### Bischöfe von Xianxian
- Francis Xavier Zhao Zhen-sheng SJ (11. April 1946–1970)
- John Liu Ding-han SJ (1982-September 1998) (Bischof der Chinesischen Katholisch-Patriotischen Vereinigung)
- Paul Li Zhen-rong SJ (1983-20. April 1992) (Untergrundbischof)
- Paul Song Wei-li CM (6. Mai 1994-20. Juli 1996) (Bischof der Chinesischen Katholisch-Patriotischen Vereinigung)
- Peter Hou Jing-wen (September 1998-23. Oktober 1999) (Bischof der Chinesischen Katholisch-Patriotischen Vereinigung)
- Joseph Li Lian-gui (seit 20. März 2000 Untergrundbischof, inzwischen auch von Peking anerkannt)

## Siehe auch

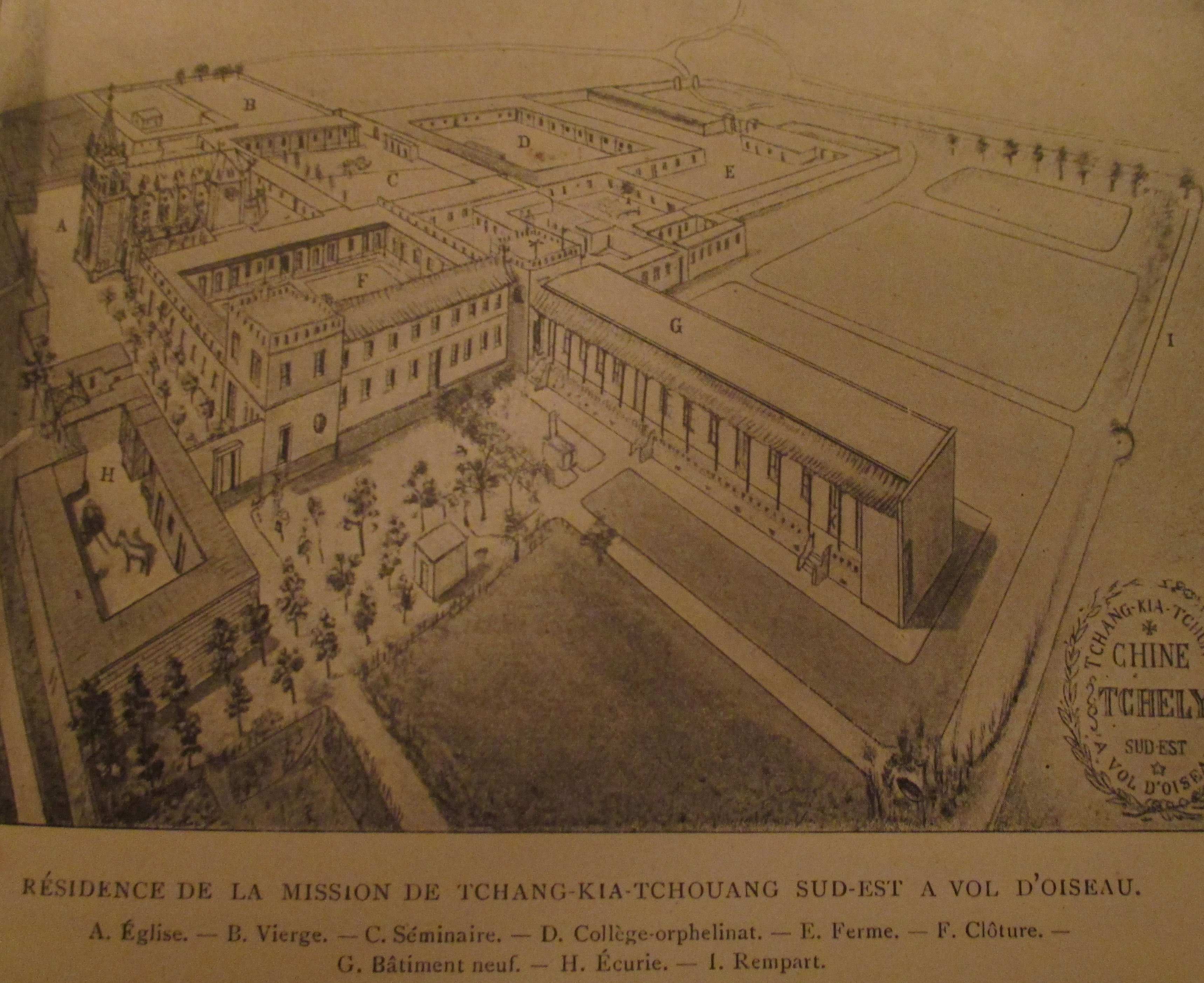
Im Jahr 1900